# پاسکوالینو مورتی
پاسکوالینو مورتی (ایتالیایی: Pasqualino Moretti؛ زادهٔ ۱۴ مارس ۱۹۴۷) دوچرخه‌سوار اهل ایتالیا است.